# Perkament van Chinon

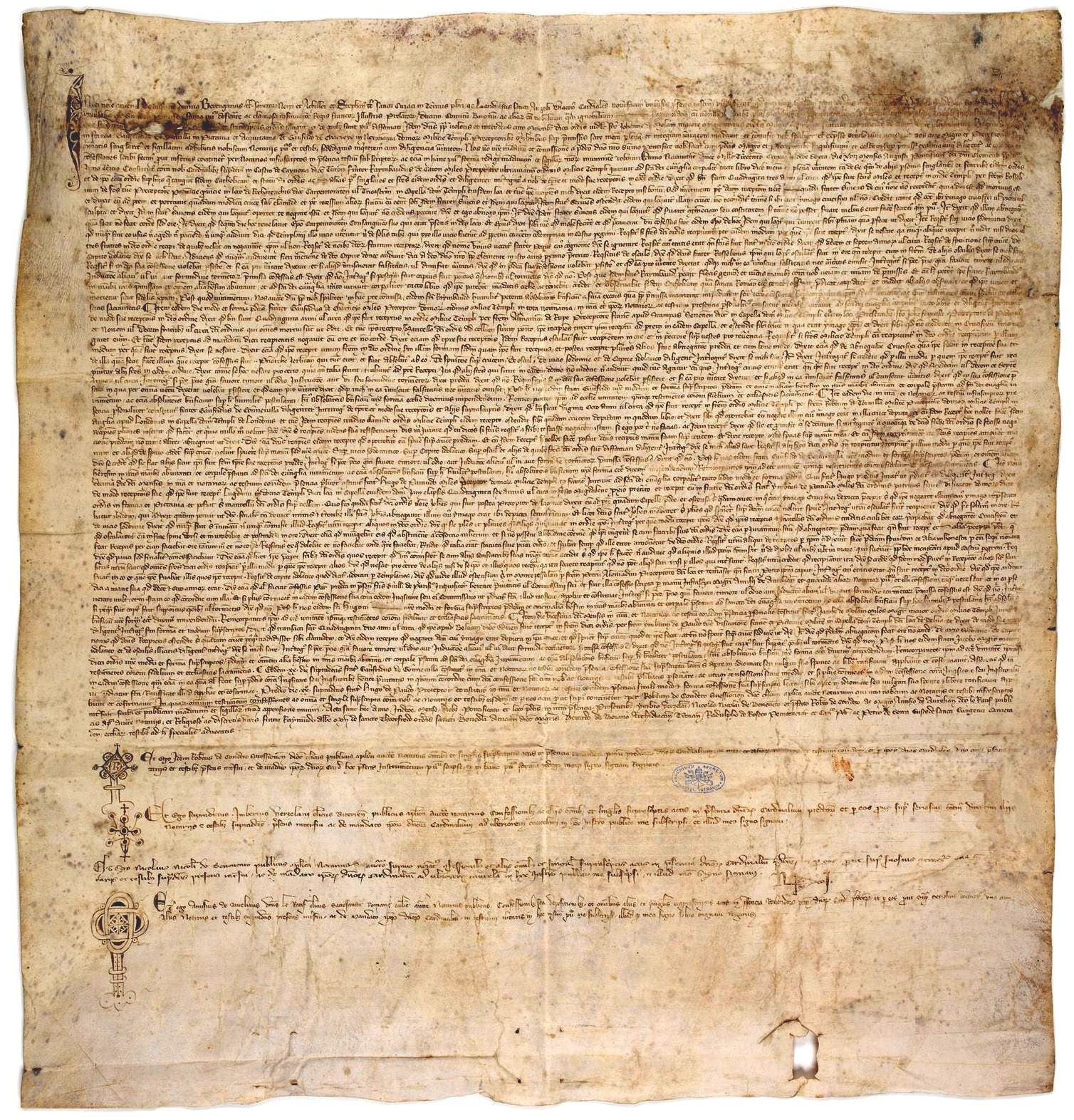
Het Perkament van Chinon

Het Perkament van Chinon is een historisch document dat in 2001 door Barbara Frale werd ontdekt in het Vaticaans Apostolisch Archief. Het document bevat de verklaringen van enkele Tempeliers die in 1308 werden opgetekend en hierin werden de Tempeliers door paus Clemens V vrijgesproken van vervolging.

## Achtergrond
Na de arrestatie van de Tempeliers werden grootmeester Jacques de Molay, visiteur Hugo van Pairaud, preceptoren Raimbaud van Caron, Geoffroy van Charney en Geoffroy de Gonneville opgesloten in het Kasteel van Chinon. Op 14 augustus werd een afvaardiging van kardinalen en koninklijke ministers naar Chinon gestuurd. De kardinalen Bérengar Frédol, Étienne van Suisy en Landolf Brancacci maakten hier deel van uit. Op 17 augustus arriveerden zij bij Chinon en lieten ze de vijf Tempeliers voorleiden. Deze werden een voor een aan hen voorgesteld en deden hun verhaal voor de kardinalen. Hun verhalen werden opgetekend door de aanwezige notarissen op een groot blad van Perkament. Ze werden alle vijf door de commissie geabsolveerd, maar bleven nadien gevangen zitten in het kasteel. Het document werd vervolgens naar paus Clemens V opgestuurd en opgeslagen in de pauselijke archieven.